# Marie Louise Deuvs
Marie Louise Deuvs (1885–1950) var en dansk forfatter, foredragsholder og oversætter.
Hun var ud af Jensen-familien fra Farsø som datter af Hans Jensen og dermed søster til Johannes V. Jensen, Thit Jensen og kunstmaleren Hans Deuvs.
Louise var døbt Jensen. Efternavnet Deuvs tog hun efter sin bror Hans Jensens kælenavn. Han tog også det til efternavn.
Hun udgav under navnet Louise Deuvs.
Marie Louise Deuvs udgav kun lidt.
Hun fik udgivet en fortælling i Aalborg Venstreblad i 1917. Det blev til flere udgivelser af fortællinger i 1918 og 1919 i avisen.
Hendes lokalhistoriske artikel Landsbyen Farsø blev optaget i Fra Himmerland og Kjær Herred,
og i 1946 udgav hun bogen Mindedigte på Gyldendal.
Med sin søster Thit Jensen oversatte Deuvs Birgitta Ahlbergs roman Tre Kongers Dronning.
Deuvs var en årrække sekretær for Thit Jensen.
Da Deuvs' foredrag om "Himmerlands Sind" blev annonceret den 23. januar 1923 kom det til en offentlig polemik mellem Deuvs og Thit Jensen på den ene side og Johannes V. Jensen på den anden.
Deuvs fortællinger er genoptrykt i bogen Hexemesteren fra 1998, der også indeholder hendes fars fortællinger.